# Міський стадіон (Тихи)
Міський стадіон у Тихах (пол. Stadion Miejski w Tychach) — футбольний стадіон у місті Тихи, Польща, домашня арена ФК «ГКС».

## Історія
Стадіон побудований та відкритий у 1970 році. Реконструйований у 2015 році.
У 2019 році приймав матчі в рамках Молодіжного чемпіонату світу з футболу.